# La Taponera
La Taponera fou una coral palafrugellenca del segle xix nascuda al voltant del món suro-taper.
El fons documental de La Taponera es conserva a l'Arxiu Municipal de Palafrugell.

## Context
Josep Anselm Clavé promogué la música i el cant com a eines per elevar el nivell cultural de l'obrer oferint-li, alhora, una possibilitat de promoció personal
La iniciativa de Clavé s'expandí ràpidament. L'any 1864, La Taponera era una de les 85 societats que formaven l'Associació Euterpense dels Cors de Clavé, agrupades sota el lema «Progrés, Virtut i Amor». La participació en la política activa de Clavé comportà la decadència dels cors que, gradualment, també perderen el caràcter reivindicatiu obrer.
L'any 1845 Clavé dirigeix el primer grup instrumental anomenat La Aurora que el 1850 es transforma en La Fraternitat, societat de socors mutus i una de les primeres corals de la península Ibèrica. El 1857 La Fraternitat canvia el seu nom pel d'Euterpe, musa grega de la música, sense connotacions igualitàries, únicament musicals.

## Història

### Orígens
El desembre de 1859 es formà a Palafrugell el cor La Taponera, degà de la zona suro-tapera i un dels més antics de les comarques gironines. El 1862 el formaven 50 homes que, tres anys més tard, quedaven reduïts a 28. L'any 1868 es dissolgué.
Els orígens cal buscar-los en l'impuls donat per Anselm Clavé al moviment coral, però també en la gran tradició de colles de cantaires que hi havia hagut des d'antic en aquesta zona del litoral català, sobretot entre els pescadors i els caçadors.
Amb el desenvolupament de la indústria surotapera les colles de cantaires entraren a treballar a les botigues i fàbriques, on era normal cantar per amenitzar el treball artesà. Com altres corals de l'època, La Taponera agafà el seu nom de la principal de les activitats dels seus membres.

### Esplendor
Els industrials surers donaven suport a La Taponera d'aquesta època. Així, Martí Cama, pel seu paper de mecenes en fou nomenat president honorari. Quan venia a Palafrugell era obsequiat per la coral amb una cantada. Ja en aquest segle, els socis de l'empresa Miquel, Vincke & Meyer en prengueren el relleu. A més de les contribucions en diners, la seva fàbrica de Palafrugell esdevingué l'escenari de nombroses cantades.
En aquesta època, coincidint amb un moment d'eufòria orfeonística, La Taponera, encara vinculada als cors de Clavé, es convertí en una autèntica institució per al municipi. Encara que la seva activitat principal fos el cant, també organitzava concursos literaris i participava en reunions polítiques. Dirigida per Frederic Gich, el mestre Goula i Trifon Bonany, La Taponera actuà de forma meritòria a moltes poblacions de Catalunya, Madrid (1892 i 1896), Beziers (1892), Saragossa (1894), Bilbao i Sant Sebastià (1895).

### La darrera taponera
En aquesta etapa s'afegí a La Taponera un grup escènic que permetia fer unes vetllades més variades. Aquesta combinació de massa coral i grup de teatre s'havia iniciat a Palafrugell els anys 20 en la societat de socors mutus La Previsión Obrera i, durant la República, l'havia continuat l'Agrupació Artística Costa Brava. L'any 1955 es dissolgué, aquest cop d'una manera definitiva.

## Penó

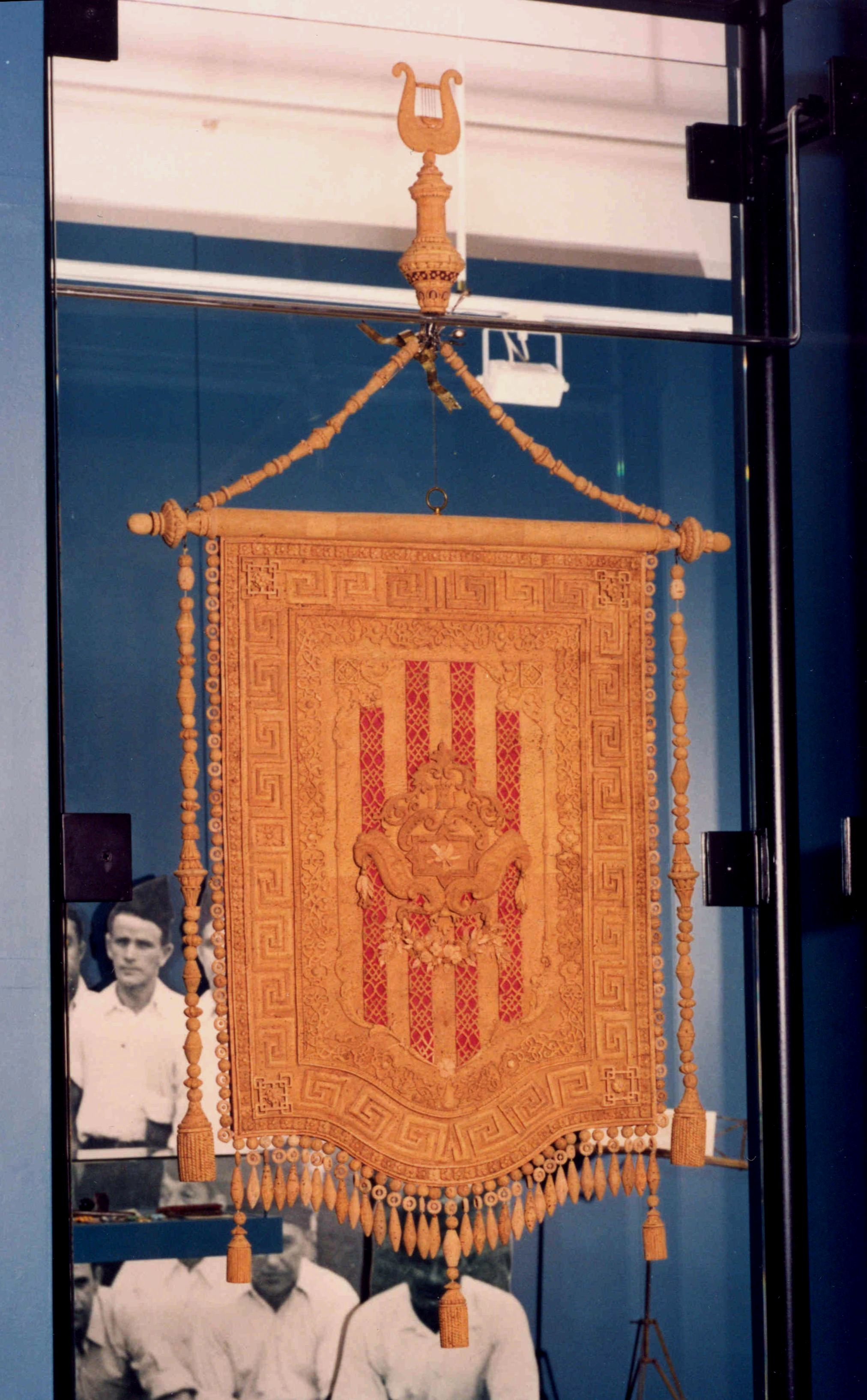
Part posterior del penó de La Taponera conservat al Museu del Suro de Palafrugell (1883)

Josep Martí Vintró, metge vinculat a les societats de socors mutus palafrugellenques, obrà els dos penons de suro que tenia la coral La Taponera, un dels quals s'ha conservat i es troba al Museu del Suro de Palafrugell. Testamentàriament, Martí i Vintró deixà establert que per poder gaudir del penó, el cor s'havia de nomenar La Taponera. És per això que diferents corals, amb plantejaments diferents, se succeïren amb el mateix nom.
Malgrat que el de La Taponera sigui l'únic penó de suro conservat, també en tenien la Coral Avant i la Gesòria de Sant Feliu de Guíxols i La Tenora de Cassà.